# مورچه‌مرغ گلوحنایی
مورچه‌مرغ گلوحنایی (نام علمی: Gymnopithys rufigula) نام یک گونه از سرده مورچه‌قاپ‌های برهنه است.